# Gelbbauchspelzer
Der Gelbbauchspelzer (Sporophila nigricollis) auch Gelbbauchpfäffchen ist ein Singvogel aus der Gattung der Spelzer (Sporophila) innerhalb der Familie der Tangaren (Thraupidae). 

## Merkmale
Der Gelbbauchspelzer erreicht eine Größe von ungefähr 11 Zentimetern. Kopf, Kehle und Oberbrust sind schwarz. Der Bauch ist hellgelb. Weibchen und Jungvögel sind an der Oberseite olivgelb, die Männchen olivfarben.

## Verbreitung und Lebensraum
Der Gelbbauchspelzer ist in Mittelamerika (z. B. Costa Rica, Panama), in Südamerika (von Kolumbien über Ecuador, Venezuela, Brasilien bis Argentinien) und auf den Kleinen Antillen (z. B. Trinidad und Tobago, Martinique, Guadeloupe) verbreitet und bewohnt paarweise offene Lebensräume vom Tiefland bis in Höhenlagen von 2300 Meter.

## Fortpflanzung
Das Gelege besteht aus zwei bis drei Eiern. Das becherförmige Nest hat einen Durchmesser von 8,5 Zentimeter. Die Brutzeit beträgt 13 Tage.